# Gerda Brautigam
Gerarda (Gerda) Brautigam (Rotterdam, 9 maart 1913 - Amsterdam, 4 november 1982) was een Nederlands journaliste en politica. Van 1963 tot 1971 was ze namens de Partij van de Arbeid lid van de Tweede Kamer. Tevens was ze werkzaam als redacteur bij het dagblad Het Vrije Volk. Haar vader Johan Brautigam was in de periode 1919-1935 eveneens lid van de Tweede Kamer.

## Biografie
Gerda Brautigam groeide op in een sociaaldemocratisch gezin. In 1932 trad ze als journalist in dienst van het Dagblad van Rotterdam. In deze periode sloot ze zich aan bij de radicale Onafhankelijke Socialistische Partij, hetgeen ze later een 'kortstondige bevlieging' zou noemen. In de Tweede Wereldoorlog had ze verschillende baantjes, onder meer op een typekantoor en als handelsreizigster. Haar levensgezel, de architect Wim van Bodegraven, was wegens illegale activiteiten door de Duitsers gearresteerd en overgebracht naar het concentratiekamp Buchenwald.
Na de oorlog werd Brautigam verslaggeefster bij Het Vrije Volk. Ook sloot ze zich aan bij de net opgerichte Partij van de Arbeid. Als journalist reisde ze de wereld over, onder meer om een reportage te maken over Nederlandse emigranten. In 1961 versloeg ze het proces tegen de Duitse oorlogsmisdadiger Adolf Eichmann. Begin jaren 60 verwierf ze ook bekendheid door medewerking aan het radiospelletje Het hangt aan de muur en het tikt en het radioforum Bij nader inzien. In 1963 werd ze met voorkeurstemmen in de Tweede Kamer gekozen, na al twee keer eerder te zijn gevraagd om zich kandidaat te stellen. In 1967 gaf ze haar journalistieke carrière op, omdat ze vond dat deze niet meer te combineren was met haar politieke functie.
In de Tweede Kamer hield Brautigam zich bezig met prijzenbeleid, media, consumentenzaken en sociale wetgeving. Ze viel op omdat zij geen blad voor de mond nam en helder en onomwonden zei wat ze bedoelde. In deze periode was ze tevens eindredacteur van het PvdA-blad Opinie en lid van het partijbestuur. Nadat ze de politiek verlaten had, begon ze weer te schrijven. In 1979 kreeg ze tijdens een vakantie een eerste beroerte. Ze raakte gedeeltelijk verlamd en belandde in een rolstoel, hetgeen ze moeilijk kon accepteren. In 1982 kreeg ze opnieuw een hersenbloeding, waaraan ze overleed.

## Persoonlijk
Brautigam was de dochter van vakbondsbestuurder en politicus Johan Brautigam, die in de periode 1919-1935 voor de SDAP in de Tweede Kamer zat en gemeenteraadslid en wethouder was in Rotterdam.

## Trivia
- Brautigam had de bijnamen Prijzen-Gerda (vanwege haar pleidooien tegen prijsverhogingen) en Gerda van de warme bakker, onze nationale broodheldin en Gerda Brootigam (vanwege haar pleidooien tegen fabrieksbrood en voor kwaliteitsbrood).
- Toen SGP'er Cor van Dis, een principieel tegenstander van het kijken naar televisie, in de Kamer verklaarde tegen de Omroepwet te stemmen vanwege de godslasterlijke en majesteitschendende programma's, vroeg ze hem "Hoe weet u dat?".

- Biografisch Portaal: 09981112
- International Standard Name Identifier: 0000 0003 9100 3778
- Nederlandse Thesaurus van Auteursnamen: 072058579
- Parlement.com: vg09lkyoder6
- Virtual International Authority File: 284757903
- WorldCat: E39PBJbCQF7j69ckgfR3tfmw4q